# Pelosia unipuncta
Pelosia unipuncta là một loài bướm đêm thuộc phân họ Arctiinae, họ Erebidae.